# Fior di loto (film 1961)
Fior di loto è un film del 1961 diretto da Henry Koster. Si tratta di un adattamento cinematografico del musical teatrale di Broadway Flower Drum Song (1958), scritto da Richard Rodgers e Oscar Hammerstein II. Sia il film, sia il musical teatrale, sono basati sul romanzo omonimo (1957) dell'autore cino-americano C. Y. Lee [Chin Yang Lee] (pubblicato in Italia da Rizzoli nel 1960 col titolo La canzone del tamburo fiorito).

## Colonna sonora
1. "A Hundred Million Miracles", cantata da Mei Li e il gruppo
2. "Fan Tan Fannie", cantata da Linda e dalle ragazze
3. "The Other Generation", cantata da Wang Ta, da Madame Liang e da Wang San
4. "I Enjoy Being a Girl", cantata da Linda
5. "I Am Going To Like It Here", cantata da Mei Li
6. "Chop Suey", cantata da Madame Liang, da Wang Ta e dal coro
7. "You Be the Rock", cantata da Mei Li e da Wang San
8. "Grant Avenue", cantata da Linda e dal coro
9. "Gliding Through My Memoree", cantata da Frankie e dalle ragazze
10. "Love, Look Away", cantata da Helen
11. "You Are Beautiful", cantata da Wang Ta
12. "Sunday", cantata da Sammy e da Linda
13. "Don't Marry Me", cantata da Sammy e da Mei Li
14. "A Hundred Million Miracles" (reprise)/Finale, cantata da Mei Li, Linda e il gruppo

La canzone «I Enjoy Being a Girl» è diventata nel corso degli anni popolarissima ed è stata ripresa da molte altre interpreti, come per esempio Doris Day, Peggy Lee, Pat Suzuki, Phranc, oltre ad essere rielaborata in altri film e spettacoli teatrali o televisivi. È stata poi più volte parodiata, per esempio nello spot pubblicitario della "Gap Company" interpretato da Sarah Jessica Parker.

## Home Video
Nel 2006, la Universal ha pubblicato un'edizione rimasterizzata a 2 DVD.

## Riconoscimenti
Nel 2008 è stato scelto per essere conservato nel National Film Registry della Biblioteca del Congresso degli Stati Uniti.